# Фрагмент зв’язування антигена (Fab)

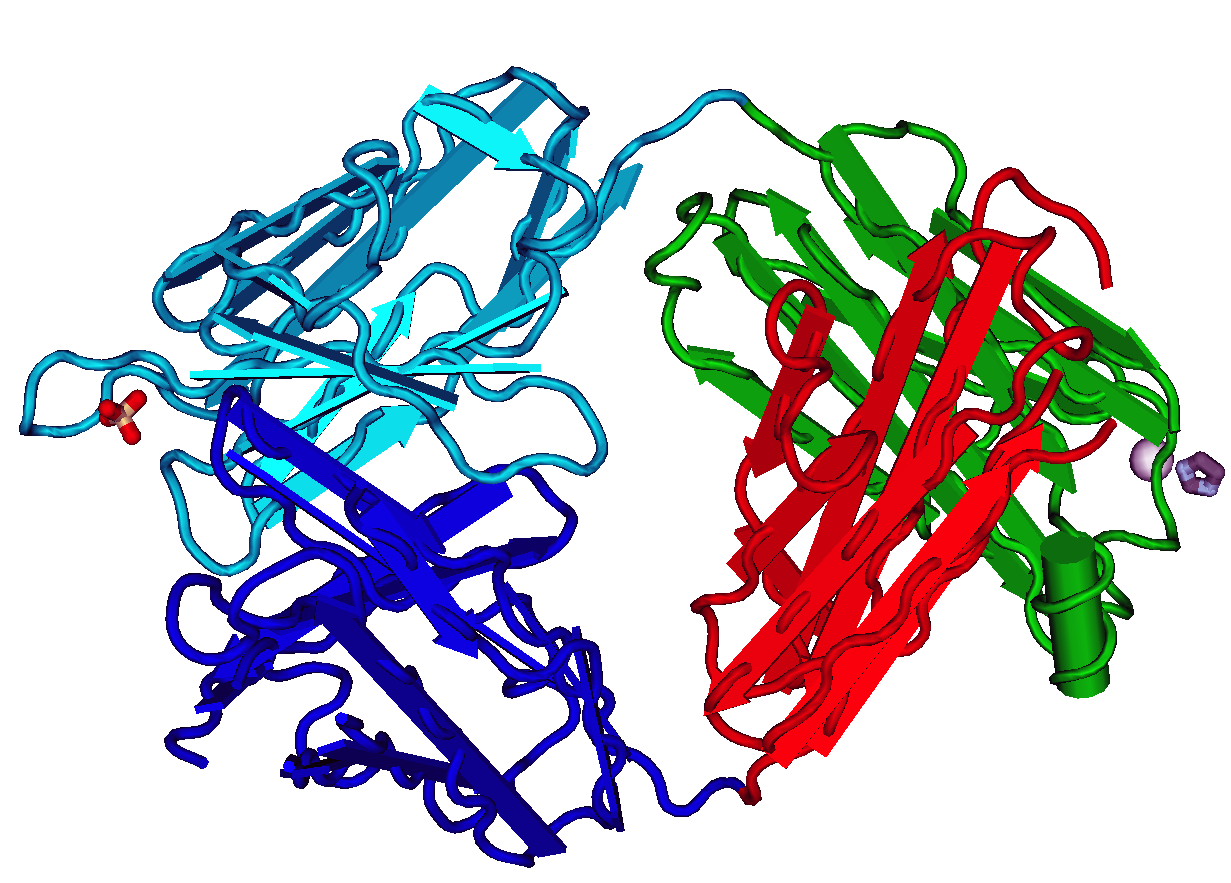
Структура Fab з легкими та важкими ланцюгами.

Фрагмент, що зв'язує антиген (Fab), являє собою область антитіла, яка зв'язується з антигенами . Вона складається з однієї константної і однієї варіабельної області у кожному зважкого і легкого ланцюга антитіла. Варіабельний домен містить паратоп (антиген-зв'язувальний сайт), що містить набір областей, що визначають комплементарність, на аміно-кінцевому кінці мономеру. Таким чином, кожне плече Y-подібної молекули антитіла пов'язує епітоп з антигеном.

## Підготовка
В експериментальних умовах фрагменти Fc і Fab можна стврювати в лабораторії. Фермент папаїн може бути використаний для розщеплення мономеру імуноглобуліну на два фрагменти: Fab і Fc-фрагмент. І навпаки, фермент пепсин розщеплює молекули імуноглобуліну нижче шарнірної області, тому натомість призводить до утворення фрагмента F(ab')2 та фрагмента pFc'. Нещодавно був розроблений ще один фермент для утворення F(ab')2. Фермент IdeS ("Immunoglobulin degrading enzyme", "фермент, що руйнує імуноглобулін", виділений з Streptococcus pyogenes, торгова назва FabRICATOR) послідовно розщеплює IgG при нейтральному pH. Фрагмент F(ab')2 можна розділити на два Fab' фрагменти відновленням  за легких умов. 

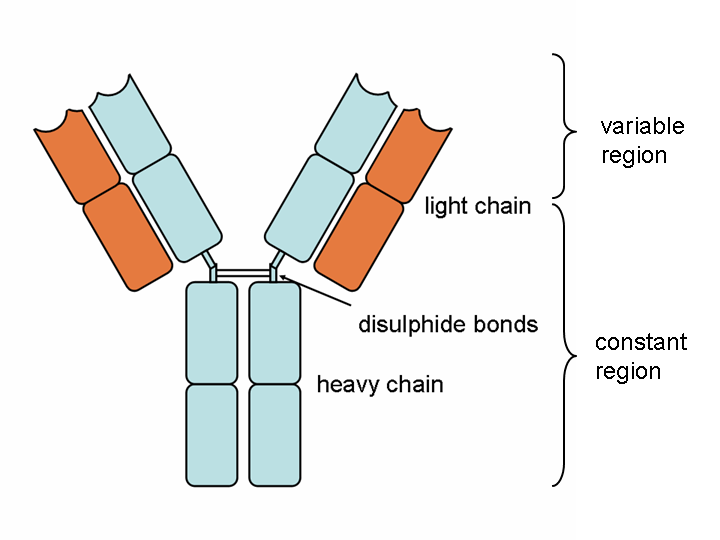
Важкі та легкі ланцюги, варіабельні та константні ділянки антитіла.
Антитіло, розщеплене папаїном, дає три фрагменти: два фрагменти Fab і один Fc фрагмент
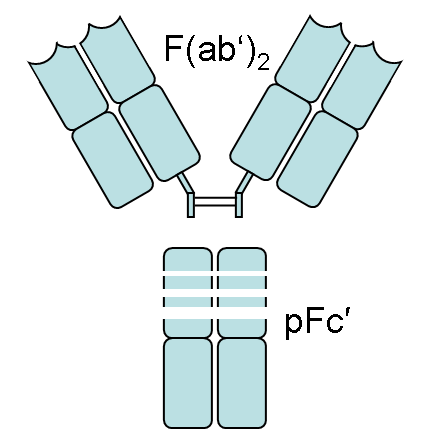
Антитіло, розщеплене пепсином, дає два фрагменти: фрагмент F(ab') 2 та фрагмент pFc'

 Варіабельні області важкого і легкого ланцюгів можуть бути злиті разом з утворенням одноланцюгового варіабельного фрагмента (scFv), який становить лише половину розміру фрагмента Fab, але зберігає початкову специфіку батьківського імуноглобуліну. 

## Застосування
Фрагменти Fab знаходять лікувальне використання в екстреній медицині як антидоти. Доступні препарати включають дигоксин імунний Fab, суміш Fab для лікування укусів гримучої змії. Також створені препарати проти колхіцину та трициклічних антидепресантів, але вони ще не отримали дозволу на використання  . 
Фрагменти Fab є основою моноклональних антитіл, призначених для терапевтичного використання. Fab abciximab, який інгібує згортання крові, діє, вимикаючи глікопротеїн IIb / IIIa на тромбоцитах . Ранібізумаб, препарат для лікування дегенерації макули, націлений (таргетований) на фактор росту судинного ендотелію A, -- білок, що бере участь у розростанні судин. Цертолізумаб пегол - це Fab, хімічно пов'язаний з PEG, і він лікує різні запальні порушення, зв'язуючи TNFα . 
Антитіла Fab також мають діагностичне застосування. Арцитумомаб - мишаче антитіло, яке розпізнає раково-ембріональний антиген, -- антиген, який надмірно експресується у 95% випадках колоректального раку. Він кон'югований з радіоактивним елементом, який мітить пухлини при огляді за допомогою однофотонної емісійної комп'ютерної томографії . Сулесомаб, антиген, який розпізнає білки на поверхні гранулоцитів, використовується для маркування інфекцій, знову використовуючи ізотоп 99m Tc. 
Фрагменти Fab часто кон’югують з невеликими білками (<100 кДа), які мають менший розсіювання, в результаті чого зображення мають менший контраст. 

## Дивись також
- Фрагмент, здатний до кристалізації